# Vetterslev Sogn
Vetterslev Sogn er et sogn i Ringsted-Sorø Provsti (Roskilde Stift).
I 1800-tallet var Høm Sogn anneks til Vetterslev Sogn. Begge sogne hørte til Ringsted Herred i Sorø Amt. Vetterslev-Høm sognekommune blev ved kommunalreformen i 1970 indlemmet i Ringsted Kommune.
I Vetterslev Sogn ligger Vetterslev Kirke.
I sognet findes følgende autoriserede stednavne:
- Egebjerg (bebyggelse)
- Lille Vetterslev (bebyggelse)
- Råen (areal)
- Skovmark (bebyggelse)
- Sørup (ejerlav, landbrugsejendom)
- Sørup Skov (bebyggelse)
- Vetterslev (bebyggelse, ejerlav)
- Ømark (bebyggelse)